# Красивая комната пуста
«Красивая комната пуста» (англ. The Beautiful Room Is Empty) — роман Эдмунда Уайта, вторая часть его автобиографической трилогии, продолжение новеллы «История одного мальчика». Третьей частью этой трилогии является роман «Прощальная симфония».

## Содержание
Как и в первой части трилогии, повествование ведётся от лица непредставившегося рассказчика. Автор описывает свою жизнь, полную гомосексуальной одержимости,  дружбу с Марией, художником и политическим активистом, а также свои отношения с наркоманом по имени Лу.
В конце концов герой решает стать писателем, чтобы, как он сам выражается, искупить свою греховность, превратив её в силу искусства.
Студенческая жизнь, журналистика, литература, искусство, увлечение психоанализом и зарождающееся движение за права сексуальных меньшинств — всё это описывается в романе от лица свидетеля эпохи перемен.

## Дополнительная информация
- Эпиграф к роману содержит выдержку из письма Франца Кафки Милене Есенской, в котором писатель, используя образ пустой комнаты, пишет о том, как трудно бывает порой единомышленникам найти общий язык[2].